# Cotesia kurdjumovi
Cotesia kurdjumovi är en stekelart som först beskrevs av Telenga 1955.  Cotesia kurdjumovi ingår i släktet Cotesia och familjen bracksteklar. Inga underarter finns listade i Catalogue of Life.